# Côm lá kèm
Côm lá kèm hay com lá bẹ (danh pháp khoa học: Elaeocarpus stipularis) là một loài thực vật có hoa trong họ Côm. Loài này được Blume mô tả khoa học đầu tiên năm 1825.